# Liješće (Brod)
Liješće (szerbül: Лијешће), falu Bosznia-Hercegovinában, Brod községben, a Szerb Köztársaság északi régiójában. 

## Fekvése
A település Bosznia-Hercegovina északi részén, Dobojtól légvonalban 42, közúton 71 km-re északra, községközpontjától légvonalban és közúton 6 km-re délkeletre, a Száva jobb partján húzódó síkságon, 88 méteres magasságban fekszik. 1985 óta a település magában foglalja az egykori Poloj települést is, amelyet önálló településként megszüntettek.

## Népessége
| Nemzetiségi csoport | Népesség 1991 | Népesség 2013 |
| ------------------- | ------------- | ------------- |
| Szerb               | 1889          | 1557          |
| Bosnyák             | 3             | 4             |
| Horvát              | 14            | 10            |
| Jugoszláv           | 109           | 3             |
| Egyéb               | 17            | 5             |
| Összesen            | 2032          | 1579          |

## Története
A régészeti leletek tanúsága szerint a település területe már az őskorban is lakott volt. Ezt bizonyítják a Bakare lelőhely őskori leletei. Az 1880-as években a falu területén görög tetradrachmát találtak, mely előoldalán Zeuszt, a hátoldalán pedig egy lobogó köpenyű lovast ábrázolt a „FILI” felirattal. A lelet sajnos időközben elveszett, de kétségkívül bizonyítja, hogy itt a Száva mentén már az ókorban élénk kereskedelmi élet folyt.
A település 1878-ig tartozott az Oszmán Birodalomhoz. Ekkor a berlini kongresszus határozata alapján az Osztrák-Magyar Monarchia része lett. 1879-ben az első osztrák-magyar népszámlálás során a Brodi járáshoz tartozó településnek 90 háztartása és 671 ortodox lakosa volt. 1910-ben a Brodi járáshoz tartozó településen 193 háztartást, 1195 ortodox és 6 római katolikus találtak. A monarchia szétesésével 1918-ban előbb a Szerb-Horvát-Szlovén Királyság, majd 1929-től a Jugoszláv Királyság része lett. 1921-ben a Brodi járáshoz tartozó településnek 1235 lakosa volt, közülük 1231 ortodox, 3 római katolikus és 1 muszlim volt. Az 1929-es törvény értelmében, amikor Bosznia-Hercegovinát négy banovinára, Drinskára, Vrbaskára, Zetskára és Primorskára osztották, a település a Vrbaska banovina (Orbászi Bánság) része lett, amelynek székhelye Banja Luka volt. 1939-ben a közigazgatás átszervezésével a Hrvatska banovina (Horvát Bánság) része lett.
A második világháborúban Jugoszlávia megszállása után a Független Horvát Állam (NDH) része lett. A második világháború után 1992-ig a település a szocialista Jugoszlávia keretében a Bosznia-Hercegovinai Népköztársaság része volt. A boszniai háború idején 1991 végén és 1992 elején a szerb tüzérség innen lőtte a Száva túloldalán fekvő horvátországi Bród városát. A háború alatt itt volt a szerb erők egyik parancsnoki támaszpontja. A falu mellett több elfogott horvát személyt lőttek a Száva folyóba. A boszniai háborút lezáró daytoni békeszerződés rendelkezése alapján az ország területét felosztották a Bosznia-hercegovinai Föderáció és a boszniai Szerb Köztársaság között. A békeszerződés utáni területmegosztási megállapodás értelmében a település a Boszniai Szerb Köztársasághoz került. 

## Gazdaság
A két világháború közötti időszakban Liješćében szerb mezőgazdasági szövetkezet működött, és a Sokol vállalat is működött a maga részlegeivel.

## Oktatás
Úgy tartják, hogy Bosznia első vidéki általános iskolája Liješćében nyílt meg. Eszerint a helyiek már 1867-ben úgy döntöttek, hogy iskolát építenek. A helyi szerb ortodox gyülekezet Božo Stanković elnökletével úgy döntött, hogy egyszerre iskolát és templomot épít ebben a kisvárosban. Az ortodox templom már 1869-ben elkészült és megkezdődtek az iskolaépület építésének előkészületei is. Az iskola megnyitásának engedélyét Idruz Imamović, a derventi kádi adta meg. Az iskola 1870-ben kezdte meg működését, és az azt követő öt évben az első tanár Petar Barkić volt. Érdekesség, hogy eleinte (több éven át!) a diákok a puszta földön ültek, amíg padokat be nem szerezték. Az iskola 1896 és 1903 között nem működött. Az 1903-as újranyitása után az iskolaépületet emelettel megemelték és kibővítették. Ezután négyosztályos szerb elemi iskolává vált. 1943 és 1945 között szakaszosan tartottak órákat, mivel a németek egy bizonyos ideig megszállták az iskolát. 1945 és 1960 között a tanulók száma nőtt, új osztályokat nyitottak az 5./6./7./8. évfolyamokra, és ezzel egyidejűleg a tanárok száma is nőtt. A liješćei iskola 1984. január 1-jéig működött önállóan, amikor regionális iskolaként csatlakozott a Bosanski Brod-i „Boško Buha” Általános Iskolához. Az oktatás 1992. március 4-én szűnt meg a Liješće és Klakar környéki tüzérségi támadások miatt. A háború alatt az iskola jelentős károkat szenvedett, a tanítás csak a daytoni békemegállapodás aláírása után kezdődhetett, miután az iskolaépületet adományozói forrásból felújították. Liješćében az 1996/1997-es tanévben kezdődött meg az oktatás. Az iskola a Srpski Brod-i Sveti Sava Általános Iskola Miroslav Radovanović fiókiskolájaként működött.

## Nevezetességei
- A Szentháromság tiszteletére szentelt ortodox templomát 2000 végén építették. A templomot 2001. április 17-én szentelte fel Vaszilje, Zvornik-Tuzla püspöke. A mai templom helyén 1868-tól a régi ortodoxtemplom állt. Erről a templomról nincsenek fennmaradt adatok, mivel az összes egyházi könyv megsemmisült a boszniai háborúban (1992-1995). A régi templomot a horvát fegyveres erők 1992 májusában aláaknázták és felrobbantották. Az új templomot 2003/04-ben festette ki Vojkan Mitrić, aki a Šipovo közelében található Janjból érkezett. A tölgy- és diófából készült ikonosztázt Bane Nikolić készítette Kragujevacból. Az ikonosztáz ikonjait ugyancsak Vojkan Mitrić festette.[11]

- Poloj település Szent Péter és Pál apostolok tiszteletére szentelt templomát 2009 szeptemberében kezdték építeni és az építés 2010-ben fejeződött be. A templomot 2010. július 12-én szentelte fel Vasilije, Zvornik-Tuzla püspöke. A diófából készült ikonosztázt a kragujevaci Ivan Dimitrijević készítette. Az ikonokat Soka Jelić-Živadinović, a poloji születésű és Belgrádban élő művész festette. A 2015-ös májusi áradások során a templomot elöntötte a víz, de jelentős anyagi kár nem keletkezett.[12]

- Bakare – őskori település maradványai. Egy a síkságból kiemelkedő helyen őskori kerámiákat és más őskori eredetű leleteket találtak, melyek kulturális hovatartozását nem sikerült megállapítani.[5]